# مرز (أبشور)
مرز (بالفارسية: مرز) هي قرية تقع في إيران في ناحية فورغ. يقدر عدد سكانها بـ 3,512 نسمة .